# هايلاند هايتس
هايلاند هايتس (أوهايو) (بالإنجليزية: Highland Heights, Ohio)‏ هي مدينة تقع في الولايات المتحدة في مقاطعة كاياهوغا، أوهايو. يقدر عدد سكانها بـ 8,345 نسمة ومساحتها 13.34 كم2 ووترتفع عن سطح البحر 285 متر.

## التركيبة السكانية
قام مكتب تعداد الولايات المتحدة بتحديد بيانات التركيبة السكانية لهايلاند هايتسفي تعداد الولايات المتحدة. في ما يلي، التركيبة السكانية حسب تعدادي 2000 و2010.

### تعداد عام 2000
بلغ عدد سكان هايلاند هايتس 8,082 نسمة بحسب تعداد عام 2000، وبلغ عدد الأسر 2,779 أسرة وعدد العائلات 2,309 عائلة مقيمة في المدينة. في حين سجلت الكثافة السكانية 1,575.0 نسمة لكل ميل مربع (608.1/كم2). وبلغ عدد الوحدات السكنية 2,862 وحدة بمتوسط كثافة قدره 557.8 نسمة لكل ميل مربع (215.4/كم2).
وتوزع التركيب العرقي للمدينة بنسبة 93.18% من البيض و 0.01% من الأمريكيين الأصليين و 4.60% من الأمريكيين ذوي الأصول الآسيوية و 1.39% من الأمريكيين الأفارقة و 0.75% من عرقين مختلطين أو أكثر.
بلغ عدد الأسر 2,779 أسرة كانت نسبة 36.6% منها لديها أطفال تحت سن الثامنة عشر تعيش معهم، وبلغت نسبة الأزواج القاطنين مع بعضهم البعض 74.5% من أصل المجموع الكلي للأسر، ونسبة 6.6% من الأسر كان لديها معيلات من الإناث دون وجود شريك، وكانت نسبة 16.9% من غير العائلات. تألفت نسبة 15.7% من أصل جميع الأسر من أفراد ونسبة 9.2% كانوا يعيش معهم شخص وحيد يبلغ من العمر 65 عاماً فما فوق. وبلغ متوسط حجم الأسرة المعيشية 3.24، أما متوسط حجم العائلات فبلغ 2.89.
بلغ العمر الوسطي للسكان 42 عاماً. وكانت نسبة 26.8% من القاطنين تحت سن الثامنة عشر، وكانت نسبة 6.1% بين الثامنة عشر والأربعة وعشرون عاماً، ونسبة 22.3% كانت واقعةً في الفئة العمرية ما بين الخامسة والعشرون حتى والأربعة وأربعون عاماً، ونسبة 27.2% كانت ما بين الخامسة والأربعون حتى الرابعة والستون، ونسبة 17.6% كانت ضمن فئة الخامسة والستون عاماً فما فوق. يوجد لكل 100 أنثى 95.5 ذكر، ويوجد لكل 100 أنثى في الثامنة عشر من عمرها فما فوق 92.0 ذكر.
بلغ متوسط دخل الأسرة في المدينة 69,750 دولار، أما متوسط دخل العائلة فبلغ 78,922 دولار. وكان متوسط دخل الذكور 56,250 دولار مقابل 33,277 دولار للإناث. وسجل دخل الفرد الخاص بالمدينة 31,184 دولار. وكانت نسبة 3.1% من العائلات ونسبة 4.0% من السكان تحت خط الفقر، وكان من هؤلاء نسبة 3.8% تحت سن الثامنة عشر ونسبة 3.1% في الخامسة والستين من العمر وما فوق.

### تعداد عام 2010
بلغ عدد سكان هايلاند هايتس 8,345 نسمة بحسب تعداد عام 2010، وبلغ عدد الأسر 3,205 أسرة وعدد العائلات 2,481 عائلة مقيمة في المدينة. في حين سجلت الكثافة السكانية 1,620.4 نسمة لكل ميل مربع (625.6/كم2). وبلغ عدد الوحدات السكنية 3,405 وحدة بمتوسط كثافة قدره 661.2 لكل ميل مربع (255.3/كم2).
وتوزع التركيب العرقي للمدينة بنسبة 91.0% من البيض و 0.1% من الأمريكيين الأصليين و 5.8% من الأمريكيين ذوي الأصول الآسيوية و 1.9% من الأمريكيين الأفارقة و 0.9% من عرقين مختلطين أو أكثر.
بلغ عدد الأسر 3,205 أسرة كانت نسبة 31.0% منها لديها أطفال تحت سن الثامنة عشر تعيش معهم، وبلغت نسبة الأزواج القاطنين مع بعضهم البعض 67.6% من أصل المجموع الكلي للأسر، ونسبة 7.1% من الأسر كان لديها معيلات من الإناث دون وجود شريك، بينما كانت نسبة 2.7% من الأسر لديها معيلون من الذكور دون وجود شريكة وكانت نسبة 22.6% من غير العائلات. تألفت نسبة 20.5% من أصل جميع الأسر من أفراد ونسبة 11.6% كانوا يعيش معهم شخص وحيد يبلغ من العمر 65 عاماً فما فوق. وبلغ متوسط حجم الأسرة المعيشية 3.01، أما متوسط حجم العائلات فبلغ 2.60.
بلغ العمر الوسطي للسكان 48.2 عاماً. وكانت نسبة 21.8% من القاطنين تحت سن الثامنة عشر، وكانت نسبة 6.2% بين الثامنة عشر والأربعة وعشرون عاماً، ونسبة 16.9% كانت واقعةً في الفئة العمرية ما بين الخامسة والعشرون حتى والأربعة وأربعون عاماً، ونسبة 35% كانت ما بين الخامسة والأربعون حتى الرابعة والستون، ونسبة 20% كانت ضمن فئة الخامسة والستون عاماً فما فوق. وتوزع التركيب الجنسي للسكان بنسبة 49.2% ذكور و50.8% إناث.